# ساروس خورشیدی ۱۳۲
ساروس ۱۳۲ دوره‌ای زمانی با چرخه‌ای حدود ۱۸ سال و ۱۱ روز و ۸ ساعت (تقریباً ۶۵۸۵ و یک سوم روز) است که شامل ۷۱ خورشیدگرفتگی می‌شود.

## رخدادها
| ساروس | عضو | تاریخ                       | زمان (بزرگ‌ترین) ساعت هماهنگ جهانی | نوع    | مکان طول و عرض جغرافیایی | گاما    | قدر    | گُستره (km) | مدت زمان (دقیقه: ثانیه) | منبع |
| ----- | --- | --------------------------- | --------------------------------- | ------ | ------------------------ | ------- | ------ | ---------- | ----------------------- | ---- |
| ۱۳۲   | ۱   | ۱۳ اوت ۱۲۰۸                 | ۸:۲۶:۵۲                           | جزئی   | 61.7S 8.8W               | -1.5227 | 0.0639 |            |                         |      |
| ۱۳۲   | ۲   | ۲۴ اوت ۱۲۲۶                 | ۱۵:۲۵:۴۵                          | جزئی   | 61.3S 122.5W             | -1.4633 | 0.1684 |            |                         |      |
| ۱۳۲   | ۳   | ۳ سپتامبر ۱۲۴۴              | ۲۲:۳۱:۲۲                          | جزئی   | 61S 122.1E               | -1.4095 | 0.2623 |            |                         |      |
| ۱۳۲   | ۴   | ۱۵ سپتامبر ۱۲۶۲             | ۵:۴۵:۰۷                           | جزئی   | 60.9S 4.9E               | -1.3624 | 0.3436 |            |                         |      |
| ۱۳۲   | ۵   | ۲۵ سپتامبر ۱۲۸۰             | ۱۳:۰۶:۵۳                          | جزئی   | 61S 114.4W               | -1.3218 | 0.4131 |            |                         |      |
| ۱۳۲   | ۶   | ۶ اکتبر ۱۲۹۸                | ۲۰:۳۵:۱۶                          | جزئی   | 61.2S 124.7E             | -1.2867 | 0.4728 |            |                         |      |
| ۱۳۲   | ۷   | ۱۷ اکتبر ۱۳۱۶               | ۴:۱۲:۳۳                           | جزئی   | 61.6S 1.5E               | -1.2591 | 0.5193 |            |                         |      |
| ۱۳۲   | ۸   | ۲۸ اکتبر ۱۳۳۴               | ۱۱:۵۶:۱۸                          | جزئی   | 62.1S 123.4W             | -1.237  | 0.556  |            |                         |      |
| ۱۳۲   | ۹   | ۷ نوامبر ۱۳۵۲               | ۱۹:۴۷:۱۵                          | جزئی   | 62.8S 109.7E             | -1.2209 | 0.5826 |            |                         |      |
| ۱۳۲   | ۱۰  | ۱۹ نوامبر ۱۳۷۰              | ۳:۴۲:۰۸                           | جزئی   | 63.6S 18.4W              | -1.2082 | 0.6034 |            |                         |      |
| ۱۳۲   | ۱۱  | ۲۹ نوامبر ۱۳۸۸              | ۱۱:۴۲:۲۰                          | جزئی   | 64.6S 148.1W             | -1.1999 | 0.617  |            |                         |      |
| ۱۳۲   | ۱۲  | ۱۰ دسامبر ۱۴۰۶              | ۱۹:۴۳:۵۴                          | جزئی   | 65.6S 81.5E              | -1.1928 | 0.6285 |            |                         |      |
| ۱۳۲   | ۱۳  | ۲۱ دسامبر ۱۴۲۴              | ۳:۴۶:۲۹                           | جزئی   | 66.7S 49.6W              | -1.1867 | 0.6384 |            |                         |      |
| ۱۳۲   | ۱۴  | ۱ ژانویه ۱۴۴۳               | ۱۱:۴۷:۲۱                          | جزئی   | 67.8S 179.2E             | -1.1793 | 0.6506 |            |                         |      |
| ۱۳۲   | ۱۵  | ۱۱ ژانویه ۱۴۶۱              | ۱۹:۴۶:۲۱                          | جزئی   | 68.9S 47.9E              | -1.1705 | 0.6651 |            |                         |      |
| ۱۳۲   | ۱۶  | ۲۳ ژانویه ۱۴۷۹              | ۳:۳۹:۴۵                           | جزئی   | 69.9S 82.6W              | -1.1571 | 0.6875 |            |                         |      |
| ۱۳۲   | ۱۷  | ۲ فوریه ۱۴۹۷                | ۱۱:۲۷:۵۰                          | جزئی   | 70.7S 147.5E             | -1.1393 | 0.7176 |            |                         |      |
| ۱۳۲   | ۱۸  | ۱۳ فوریه ۱۵۱۵               | ۱۹:۰۸:۱۹                          | جزئی   | 71.5S 18.9E              | -1.1153 | 0.758  |            |                         |      |
| ۱۳۲   | ۱۹  | ۲۴ فوریه ۱۵۳۳               | ۲:۴۲:۱۰                           | جزئی   | 71.9S 108.5W             | -1.086  | 0.8077 |            |                         |      |
| ۱۳۲   | ۲۰  | ۷ مارس ۱۵۵۱                 | ۱۰:۰۵:۱۸                          | جزئی   | 72.2S 126.5E             | -1.0477 | 0.873  |            |                         |      |
| ۱۳۲   | ۲۱  | ۱۷ مارس ۱۵۶۹                | ۱۷:۲۱:۱۸                          | حلقه‌ای | 72.1S 3.1E               | 1.0033  | 0.9489 | -          | -                       |      |
| ۱۳۲   | ۲۲  | ۸ آوریل ۱۵۸۷                | ۰:۲۷:۰۵                           | حلقه‌ای | 60.5S 151.9W             | -۰٫۹۵۰۲ | ۰٫۹۲۷۱ | ۸۸۹        | ۶ دقیقه و ۲۶ ثانیه      |      |
| ۱۳۲   | ۲۳  | ۱۸ آوریل ۱۶۰۵               | ۷:۲۶:۴۴                           | حلقه‌ای | 49.8S 89.9E              | -۰٫۸۹۱۸ | ۰٫۹۳۲۷ | ۵۵۳        | ۶ دقیقه و ۴۳ ثانیه      |      |
| ۱۳۲   | ۲۴  | ۲۹ آوریل ۱۶۲۳               | ۱۴:۱۶:۰۰                          | حلقه‌ای | 39.8S 20.4W              | -۰٫۸۲۴۴ | ۰٫۹۳۷۸ | ۴۰۵        | ۶ دقیقه و ۵۴ ثانیه      |      |
| ۱۳۲   | ۲۵  | ۹ مه ۱۶۴۱                   | ۲۱:۰۱:۱۹                          | حلقه‌ای | 30.8S 127.3W             | -۰٫۷۵۳۲ | ۰٫۹۴۲۵ | ۳۲۱        | ۶ دقیقه و ۵۶ ثانیه      |      |
| ۱۳۲   | ۲۶  | ۲۱ مه ۱۶۵۹                  | ۳:۳۸:۵۳                           | حلقه‌ای | 22.2S 129.2E             | -۰٫۶۷۴۷ | ۰٫۹۴۶۹ | ۲۶۴        | ۶ دقیقه و ۵۱ ثانیه      |      |
| ۱۳۲   | ۲۷  | ۳۱ مه ۱۶۷۷                  | ۱۰:۱۳:۵۳                          | حلقه‌ای | 14.4S 27.5E              | -۰٫۵۹۳۵ | ۰٫۹۵۱  | ۲۲۳        | ۶ دقیقه و ۳۶ ثانیه      |      |
| ۱۳۲   | ۲۸  | ۱۱ ژوئن ۱۶۹۵                | ۱۶:۴۴:۲۴                          | حلقه‌ای | 7.4S 72.2W               | -۰٫۵۰۷۷ | ۰٫۹۵۴۵ | ۱۹۳        | ۶ دقیقه و ۱۳ ثانیه      |      |
| ۱۳۲   | ۲۹  | ۲۲ ژوئن ۱۷۱۳                | ۲۳:۱۵:۳۹                          | حلقه‌ای | 1.3S 171.2W              | -۰٫۴۲۱۶ | ۰٫۹۵۷۶ | ۱۷۰        | ۵ دقیقه و ۴۵ ثانیه      |      |
| ۱۳۲   | ۳۰  | ۴ ژوئیه ۱۷۳۱                | ۵:۴۶:۲۵                           | حلقه‌ای | 3.8N 90.8E               | -۰٫۳۳۴۱ | ۰٫۹۶۰۲ | ۱۵۳        | ۵ دقیقه و ۱۵ ثانیه      |      |
| ۱۳۲   | ۳۱  | ۱۴ ژوئیه ۱۷۴۹               | ۱۲:۱۹:۲۰                          | حلقه‌ای | 7.8N 7.2W                | -۰٫۲۴۷۶ | ۰٫۹۶۲۳ | ۱۴۱        | ۴ دقیقه و ۴۶ ثانیه      |      |
| ۱۳۲   | ۳۲  | ۲۵ ژوئیه ۱۷۶۷               | ۱۸:۵۵:۴۸                          | حلقه‌ای | 10.8N 105.5W             | -۰٫۱۶۳  | ۰٫۹۶۳۸ | ۱۳۲        | ۴ دقیقه و ۲۱ ثانیه      |      |
| ۱۳۲   | ۳۳  | ۵ اوت ۱۷۸۵                  | ۱:۳۷:۲۲                           | حلقه‌ای | 12.7N 155.3E             | -۰٫۰۸۱۷ | ۰٫۹۶۵  | ۱۲۷        | ۴ دقیقه و ۱ ثانیه       |      |
| ۱۳۲   | ۳۴  | ۱۷ اوت ۱۸۰۳                 | ۸:۲۵:۰۳                           | حلقه‌ای | 13.6N 54.7E              | -۰٫۰۰۴۸ | ۰٫۹۶۵۷ | ۱۲۴        | ۳ دقیقه و ۴۷ ثانیه      |      |
| ۱۳۲   | ۳۵  | ۲۷ اوت ۱۸۲۱                 | ۱۵:۱۹:۴۲                          | حلقه‌ای | 13.6N 47.8W              | ۰٫۰۶۷۱  | ۰٫۹۶۶۱ | ۱۲۳        | ۳ دقیقه و ۳۸ ثانیه      |      |
| ۱۳۲   | ۳۶  | ۷ سپتامبر ۱۸۳۹              | ۲۲:۲۳:۲۶                          | حلقه‌ای | 12.8N 152.7W             | ۰٫۱۳۲۵  | ۰٫۹۶۶۱ | ۱۲۳        | ۳ دقیقه و ۳۴ ثانیه      |      |
| ۱۳۲   | ۳۷  | ۱۸ سپتامبر ۱۸۵۷             | ۵:۳۶:۰۵                           | حلقه‌ای | 11.6N 100E               | ۰٫۱۹۱۲  | ۰٫۹۶۵۹ | ۱۲۵        | ۳ دقیقه و ۳۴ ثانیه      |      |
| ۱۳۲   | ۳۸  | ۲۹ سپتامبر ۱۸۷۵             | ۱۲:۵۸:۰۹                          | حلقه‌ای | 10N 10.1W                | ۰٫۲۴۲۷  | ۰٫۹۶۵۶ | ۱۲۷        | ۳ دقیقه و ۳۶ ثانیه      |      |
| ۱۳۲   | ۳۹  | ۹ اکتبر ۱۸۹۳                | ۲۰:۳۰:۲۲                          | حلقه‌ای | 8.1N 123W                | ۰٫۲۸۶۶  | ۰٫۹۶۵۲ | ۱۳۰        | ۳ دقیقه و ۴۱ ثانیه      |      |
| ۱۳۲   | ۴۰  | خورشیدگرفتگی ۲۲ اکتبر ۱۹۱۱  | ۴:۱۳:۰۲                           | حلقه‌ای | 6.3N 121.4E              | ۰٫۳۲۲۴  | ۰٫۹۶۵  | ۱۳۳        | ۳ دقیقه و ۴۷ ثانیه      |      |
| ۱۳۲   | ۴۱  | خورشیدگرفتگی ۱ نوامبر ۱۹۲۹  | ۱۲:۰۵:۱۰                          | حلقه‌ای | 4.5N 3.1E                | ۰٫۳۵۱۴  | ۰٫۹۶۴۹ | ۱۳۴        | ۳ دقیقه و ۵۴ ثانیه      |      |
| ۱۳۲   | ۴۲  | خورشیدگرفتگی ۱۲ نوامبر ۱۹۴۷ | ۲۰:۰۵:۳۷                          | حلقه‌ای | 3N 117.4W                | ۰٫۳۷۴۳  | ۰٫۹۶۵  | ۱۳۵        | ۳ دقیقه و ۵۹ ثانیه      |      |
| ۱۳۲   | ۴۳  | خورشیدگرفتگی ۲۳ نوامبر ۱۹۶۵ | ۴:۱۴:۵۱                           | حلقه‌ای | 1.7N 119.8E              | ۰٫۳۹۰۶  | ۰٫۹۶۵۶ | ۱۳۴        | ۴ دقیقه و ۲ ثانیه       |      |
| ۱۳۲   | ۴۴  | خورشیدگرفتگی ۴ دسامبر ۱۹۸۳  | ۱۲:۳۱:۱۵                          | حلقه‌ای | 0.9N 4.7W                | ۰٫۴۰۱۵  | ۰٫۹۶۶۶ | ۱۳۱        | ۴ دقیقه و ۱ ثانیه       |      |
| ۱۳۲   | ۴۵  | خورشیدگرفتگی ۱۴ دسامبر ۲۰۰۱ | ۲۰:۵۳:۰۱                          | حلقه‌ای | 0.6N 130.7W              | ۰٫۴۰۸۹  | ۰٫۹۶۸۱ | ۱۲۶        | ۳ دقیقه و ۵۳ ثانیه      |      |
| ۱۳۲   | ۴۶  | خورشیدگرفتگی ۲۶ دسامبر ۲۰۱۹ | ۵:۱۸:۵۳                           | حلقه‌ای | 1N 102.3E                | ۰٫۴۱۳۵  | ۰٫۹۷۰۱ | ۱۱۸        | ۳ دقیقه و ۴۰ ثانیه      |      |
| ۱۳۲   | ۴۷  | خورشیدگرفتگی ۵ ژانویه ۲۰۳۸  | ۱۳:۴۷:۱۱                          | حلقه‌ای | 2.1N 25.4W               | ۰٫۴۱۶۹  | ۰٫۹۷۲۸ | ۱۰۷        | ۳ دقیقه و ۱۸ ثانیه      |      |
| ۱۳۲   | ۴۸  | خورشیدگرفتگی ۱۶ ژانویه ۲۰۵۶ | ۲۲:۱۶:۴۵                          | حلقه‌ای | 3.9N 153.5W              | ۰٫۴۱۹۹  | ۰٫۹۷۵۹ | ۹۵         | ۲ دقیقه و ۵۲ ثانیه      |      |
| ۱۳۲   | ۴۹  | خورشیدگرفتگی ۲۷ ژانویه ۲۰۷۴ | ۶:۴۴:۱۵                           | حلقه‌ای | 6.6N 78.8E               | ۰٫۴۲۵۱  | ۰٫۹۷۹۸ | ۷۹         | ۲ دقیقه و ۲۱ ثانیه      |      |
| ۱۳۲   | ۵۰  | خورشیدگرفتگی ۷ فوریه ۲۰۹۲   | ۱۵:۱۰:۲۰                          | حلقه‌ای | 9.9N 48.7W               | ۰٫۴۳۲۲  | ۰٫۹۸۴  | ۶۲         | ۱ دقیقه و ۴۸ ثانیه      |      |
| ۱۳۲   | ۵۱  | ۱۸ فوریه ۲۱۱۰               | ۲۳:۳۱:۳۵                          | حلقه‌ای | 14.1N 175.3W             | ۰٫۴۴۳۸  | ۰٫۹۸۸۸ | ۴۴         | ۱ دقیقه و ۱۲ ثانیه      |      |
| ۱۳۲   | ۵۲  | ۱ مارس ۲۱۲۸                 | ۷:۴۸:۳۲                           | حلقه‌ای | 18.9N 59.1E              | ۰٫۴۵۹۶  | ۰٫۹۹۴  | ۲۴         | ۰ دقیقه و ۳۷ ثانیه      |      |
| ۱۳۲   | ۵۳  | ۱۲ مارس ۲۱۴۶                | ۱۵:۵۸:۱۵                          | حلقه‌ای | 24.4N 65W                | ۰٫۴۸۲۱  | ۰٫۹۹۹۵ | ۲          | ۰ دقیقه و ۳ ثانیه       |      |
| ۱۳۲   | ۵۴  | ۲۳ مارس ۲۱۶۴                | ۰:۰۲:۴۷                           | مرکب   | 30.4N 172.1E             | ۰٫۵۰۹۵  | ۱٫۰۰۵۱ | ۲۰         | ۰ دقیقه و ۲۹ ثانیه      |      |
| ۱۳۲   | ۵۵  | ۳ آوریل ۲۱۸۲                | ۷:۵۹:۴۳                           | مرکب   | 36.9N 51E                | ۰٫۵۴۳۹  | ۱٫۰۱۰۸ | ۴۴         | ۰ دقیقه و ۵۸ ثانیه      |      |
| ۱۳۲   | ۵۶  | ۱۴ آوریل ۲۲۰۰               | ۱۵:۴۹:۵۷                          | کامل   | 43.8N 68.3W              | ۰٫۵۸۴۷  | ۱٫۰۱۶۵ | ۶۹         | ۱ دقیقه و ۲۳ ثانیه      |      |
| ۱۳۲   | ۵۷  | ۲۵ آوریل ۲۲۱۸               | ۲۳:۳۳:۱۴                          | کامل   | 51.1N 174.3E             | ۰٫۶۳۲۱  | ۱٫۰۲۱۹ | ۹۶         | ۱ دقیقه و ۴۳ ثانیه      |      |
| ۱۳۲   | ۵۸  | ۶ مه ۲۲۳۶                   | ۷:۱۱:۰۳                           | کامل   | 58.7N 58.9E              | ۰٫۶۸۴۸  | ۱٫۰۲۶۹ | ۱۲۶        | ۱ دقیقه و ۵۹ ثانیه      |      |
| ۱۳۲   | ۵۹  | ۱۷ مه ۲۲۵۴                  | ۱۴:۴۳:۳۹                          | کامل   | 66.7N 54.1W              | ۰٫۷۴۲۶  | ۱٫۰۳۱۵ | ۱۶۰        | ۲ دقیقه و ۹ ثانیه       |      |
| ۱۳۲   | ۶۰  | ۲۷ مه ۲۲۷۲                  | ۲۲:۱۱:۱۲                          | کامل   | 75N 163.2W               | ۰٫۸۰۵۳  | ۱٫۰۳۵۳ | ۲۰۲        | ۲ دقیقه و ۱۴ ثانیه      |      |
| ۱۳۲   | ۶۱  | ۸ ژوئن ۲۲۹۰                 | ۵:۳۵:۴۹                           | کامل   | 83.8N 100.9E             | ۰٫۸۷۱۳  | ۱٫۰۳۸۲ | ۲۶۵        | ۲ دقیقه و ۱۴ ثانیه      |      |
| ۱۳۲   | ۶۲  | ۱۹ ژوئن ۲۳۰۸                | ۱۲:۵۷:۵۳                          | کامل   | 84.1N 120.6E             | ۰٫۹۴۰۲  | ۱٫۰۳۹۶ | ۴۰۱        | ۲ دقیقه و ۸ ثانیه       |      |
| ۱۳۲   | ۶۳  | ۳۰ ژوئن ۲۳۲۶                | ۲۰:۱۸:۳۶                          | جزئی   | 65.2N 37.3E              | 1.0107  | 0.9931 |            |                         |      |
| ۱۳۲   | ۶۴  | ۱۱ ژوئیه ۲۳۴۴               | ۳:۳۹:۱۵                           | جزئی   | 64.3N 82.3W              | 1.0818  | 0.8591 |            |                         |      |
| ۱۳۲   | ۶۵  | ۲۲ ژوئیه ۲۳۶۲               | ۱۱:۰۱:۱۴                          | جزئی   | 63.5N 157.9E             | 1.1522  | 0.7256 |            |                         |      |
| ۱۳۲   | ۶۶  | ۱ اوت ۲۳۸۰                  | ۱۸:۲۶:۱۷                          | جزئی   | 62.8N 37.7E              | 1.2207  | 0.5949 |            |                         |      |
| ۱۳۲   | ۶۷  | ۱۳ اوت ۲۳۹۸                 | ۱:۵۳:۳۷                           | جزئی   | 62.2N 82.9W              | 1.2877  | 0.4669 |            |                         |      |
| ۱۳۲   | ۶۸  | ۲۳ اوت ۲۴۱۶                 | ۹:۲۶:۳۸                           | جزئی   | 61.8N 155.2E             | 1.3505  | 0.3468 |            |                         |      |
| ۱۳۲   | ۶۹  | ۳ سپتامبر ۲۴۳۴              | ۱۷:۰۴:۰۸                          | جزئی   | 61.5N 32.2E              | 1.4099  | 0.2331 |            |                         |      |
| ۱۳۲   | ۷۰  | ۱۴ سپتامبر ۲۴۵۲             | ۰:۴۹:۱۷                           | جزئی   | 61.3N 92.5W              | 1.4635  | 0.1307 |            |                         |      |
| ۱۳۲   | ۷۱  | ۲۵ سپتامبر ۲۴۷۰             | ۸:۳۹:۵۷                           | جزئی   | 61.3N 141.4E             | 1.513   | 0.0365 |            |                         |      |